# Anindilyakwa
Die Anindilyakwa (auch Wanindilyakwa genannt) sind ein Aborigines-Stamm, der sich aus 14 Clans zusammensetzt und auf dem Archipel Groote Eylandt im Northern Territory, Australien lebt. 

## Geschichte

### Traumzeitgeschichte
Die Anindilyakwa lebten lange Zeit vor der europäischen Besiedlung auf Groote Eylandt. Die Insel hat nicht nur große kulturelle und spirituelle Bedeutung für sie, sondern auch für Aborigines auf dem etwa 50 Kilometer entfernten Festland.
Sie sind traditionelle Jäger und Sammler. In ihrer Traumzeit kommen riesige Eidechsen, Schlangen und Reptilien vor, die in Wasserlöchern leben. Der höchste Punkt der Insel, der 219 Meter hohe Central Hill, von den Aborigines Yandarrnga genannt, hat in ihren Vorstellungen eine besondere Bedeutung, weil er vom Festland dorthin wanderte und verschiedene Pflanzen und Tiere mitbrachte.
Ihre Kultur ist im 18. und 19. Jahrhundert durch die Makassaren-Fischer beeinflusst worden.

### Europäische Geschichte
Die ersten Europäer ließen sich 1921 nieder und bauten die Emerald River Mission, eine Aborigines-Missionsstation, 13 Kilometer südlich von Angurugu auf. 1938 war bei Umbakumba ein Standort für Wasserflugzeuge von Qantas und für die Seegurken-Fischerei. 
1943 zog die von der Anglican Church of Australia bei Umbakumba gegründete Missionsstation nach Angurugu um. Diese Station bestand bis 1966. Im gleichen Jahr legte die Royal Australian Air Force eine Landebahn für Militärflugzeuge an, die im Pazifikkrieg verwendet wurde. 
In den 1950er Jahren lebten fast alle Aborigines in der Aborigines-Siedlung Angurugu.
1948 war Groote Eylandt einer der drei Lagerplätze der American-Australian Scientific Expedition to Arnhem Land im Arnhem Land, die die Lebensweise und Kultur der Aborigines auf der Insel dokumentierte.

## Ökonomie
Die Aborigines leben und wohnen vor allem in zwei Siedlungen, in Angurugu und Umbakumba auf Groote Eylandt. Eine weitere Siedlung auf dieser Insel ist Alyangula sowie Milyakburra auf Bickerton Island.
Die wirtschaftlichen Verhältnisse werden vor allem durch das Mangan-Erzvorkommen auf der Insel bestimmt. Es handelt sich um eines der größten Vorkommen der Erde, das seit 1964 durch die Groote Eylandt Mining Company abgebaut wird. Das Unternehmen befindet sich im Eigentum von Anglo American und BHP Billiton. In diesem Bergbauunternehmen sind zahlreiche Aborigines beschäftigt. Das Anindilyakwa Land Council erhält für die Rohstoffausbeutung auf ihrem Gebiet von der Groote Eylandt Mining Compagny  Ausgleichszahlungen (engl. royality payments).
Das Anindilyakwa Land Council ist die interessenspolitische Vertretung der dortigen Aborigines und entstand entsprechend dem Aboriginal Land Rights (Northern Territory) Act 1976.
Es gibt auch Initiativen zur Belebung des Tourismus, so haben die Unternehmen Groote Eylandt und Bickerton Island das Dugong Beach Resort gebaut und entwickeln auf ihrer Kultur basierende Tourismusangebote. 
Seit 2006 ist der Archipel eine Indigenous Protected Area.
Die traditionellen Eigentümer des Landes haben mit der australischen Regierung ausgehandelt, dass sie über ihr Landeigentum – vergleichbar mit Stadtrechten – verfügen können und über die Bauplanung, das Hauseigentum und die wirtschaftliche Entwicklung entscheiden können.
Seit 2005 gibt es das Anindilyakwa Arts and Cultural Centre auf Groote Eylandt, das das Anindilyakwa Land Council baute.
Der Flughafen auf der Insel wird von den Fluggesellschaften Airnorth, Alliance Airlines und Vincent Aviation angeflogen.

## Sprache und Verwandtschaft
Die 14 Clans der Anindilyakwa sprechen eine eigene indigene Sprache und Englisch. Einige Aborigines sprechen auch Yolngu Matha.
Der gesamte Stamm wird in zwei Moieties (von französisch moitié: Hälfte; englisch: moiety) geteilt. Diese Einteilung ist wichtig für Heiratsregeln und Rituale.